# Akademische Vereinigung Marburg
Die Akademische Vereinigung Marburg war eine studentische Vereinigung und reformierte Studentenverbindung mit Einfluss auf die frühe Jugendbewegung.

## Geschichte
Die Akademische Vereinigung (AV) wurde am 13. Mai 1912 unter maßgeblicher Initiative von Wolfgang Kroug im Marburg gegründet. Die Gründungsmitglieder setzten sich aus Wandervögeln und Mitgliedern der Freistudentenschaft zusammen. Auch wenn die Wandervogelidee im Mittelpunkt der AV stand, hatte man den akademischen Anspruch, daraus etwas Höheres zu machen. So war man bestrebt „Wandervogelbubentum in Wandervogelmannestum“ umzuwandeln.
In einer Selbstdarstellung heißt es über die AV:

„Sie will eine Erziehungsgemeinschaft darstellen, welche auf dem Prinzip der gesetzmäßigen Nötigung durch die Gemeinschaft, also auf demokratischer Grundlage, die Erziehung des Studenten zum wissenschaftlich gebildeten Staatsbürger leistet.“

Diesem Anspruch gerecht werdend, verstand sich die AV als Begegnungsort unterschiedlicher Standpunkte und Meinungen. Die AV verhielt sich als Bund stets neutral und lehnte bei der Aufnahme neuer Mitglieder das sonst übliche Prinzip der Einstimmigkeit ab, um diese Vielfältigkeit nicht zu gefährden. Als reformierte Studentenverbindung trug man keine Farben und lehnte Duell und Kneipwesen ab. Ansonsten ähnelte sich die AV aber traditionellen Korporationen, was durch die Bezeichnungen „Füchse“, „Fuchsmajor“ und „Konvent“ deutlich wird.
Die Akademische Vereinigung Marburg war zusammen mit der Akademischen Vereinigung Jena Mitbegründer der Freideutschen Jugend und Mitausrichter des Ersten Freideutschen Jugendtages auf dem Hohen Meißner im Oktober 1913.
In der Festschrift zur Jahrhundertfeier auf dem Hohen Meißner wird ein Ideal des Bundes wie folgt beschrieben:

„Indem die Akademische Vereinigung alle ihre Kräfte daran wendet, zu Tüchtigkeit und Können auf dem Gebiete, in das sie hineingestellt ist, zu erziehen, glaubt sie dem Vaterlande den größten Dienst zu tun, zu dem sie nach ihren Kräften berufen und fähig ist.“

Mit Ausbruch des Ersten Weltkrieges brachen alle Studenten der AV ihr Studium ab und zogen an die Front. Während des Krieges gaben einige Mitglieder die AV-Zeitung „Ockershäuser Blätter“ heraus. Über diese konnte das Verbindungsleben aufrechterhalten werden. Fortan setzte man sich auch kritisch mit der Freideutschen Jugend auseinander und zog sich infolgedessen aus dem aktiven Verbandsleben zurück. Am 14. November 1918, gerade drei Tage nach Unterzeichnung des Waffenstillstandes, gründete sich die Akademische Vereinigung unter Einfluss des Theologen Paul Leo in Marburg formal neu. Auch der Pädagoge Adolf Reichwein wurde während seines Studiums in Marburg in der neu gegründeten AV aktiv.
Im Jahr 1934 erschienen die letzten „Ockershäuser Blätter“. Die Aktivitas wurde suspendiert, lediglich die Altherrenschaft blieb bestehen. Ab dem Jahr 1955 schloss man sich mit einer weiteren Marburger Korporation zur Akademischen Vereinigung Sodalitas Philippina zusammen.

## Bekannte Mitglieder
- Fritz von Baußnern – Pfarrer und Komponist
- Hans Bohnenkamp – Pädagoge und Hochschullehrer
- Wolfgang Kroug – Philosoph, Pädagoge und Psychotherapeut
- Paul Leo – Theologe
- Adolf Reichwein – Pädagoge und Widerstandskämpfer
- Hans Wix – Germanist